# FK Železiarne Podbrezová
El FK Železiarne Podbrezová es un club de fútbol eslovaco de la ciudad de Podbrezová. Fue fundado en 1920 y juega en la Niké liga.

## Palmarés
- Primera Liga de Eslovaquia: 2

2013/14, 2021/22

## Nombres
- 1920 – Fundado como RTJ Podbrezová[1]
- 1930 – Se fusiona con el Tatran Horná Lehota y pasa a llamarse ŠK Podbrezová
- 1936 – Cambia su nombre al de ŠKP Podbrezová
- 2006 – Se fusiona con el Brezno y pasa a llamarse FO ŽP Šport Podbrezová
- 2017 – Pasa a llamarse FK Železiarne Podbrezová[2]

## Clubes Afiliados
- Kardemir Karabükspor (2017-)[3]
- FK Poprad (2021–)
- FC Nordsjælland (2019–)

## Jugadores

### Jugadores destacados
- Marius Alexe
- Michal Breznaník
- Vratislav Greško
- Filip Hlohovský
- Ján Krivák
- Juraj Kucka
- Milan Nemec
- Michal Pančík
- Dejan Peševski
- Štefan Rusnák
- Pavol Šafranko
- Siradji Sani
- Samuel Štefánik
- Peter Štyvar
- Blažej Vaščák
- Mateusz Zachara